# 高雄捷運高運量電聯車

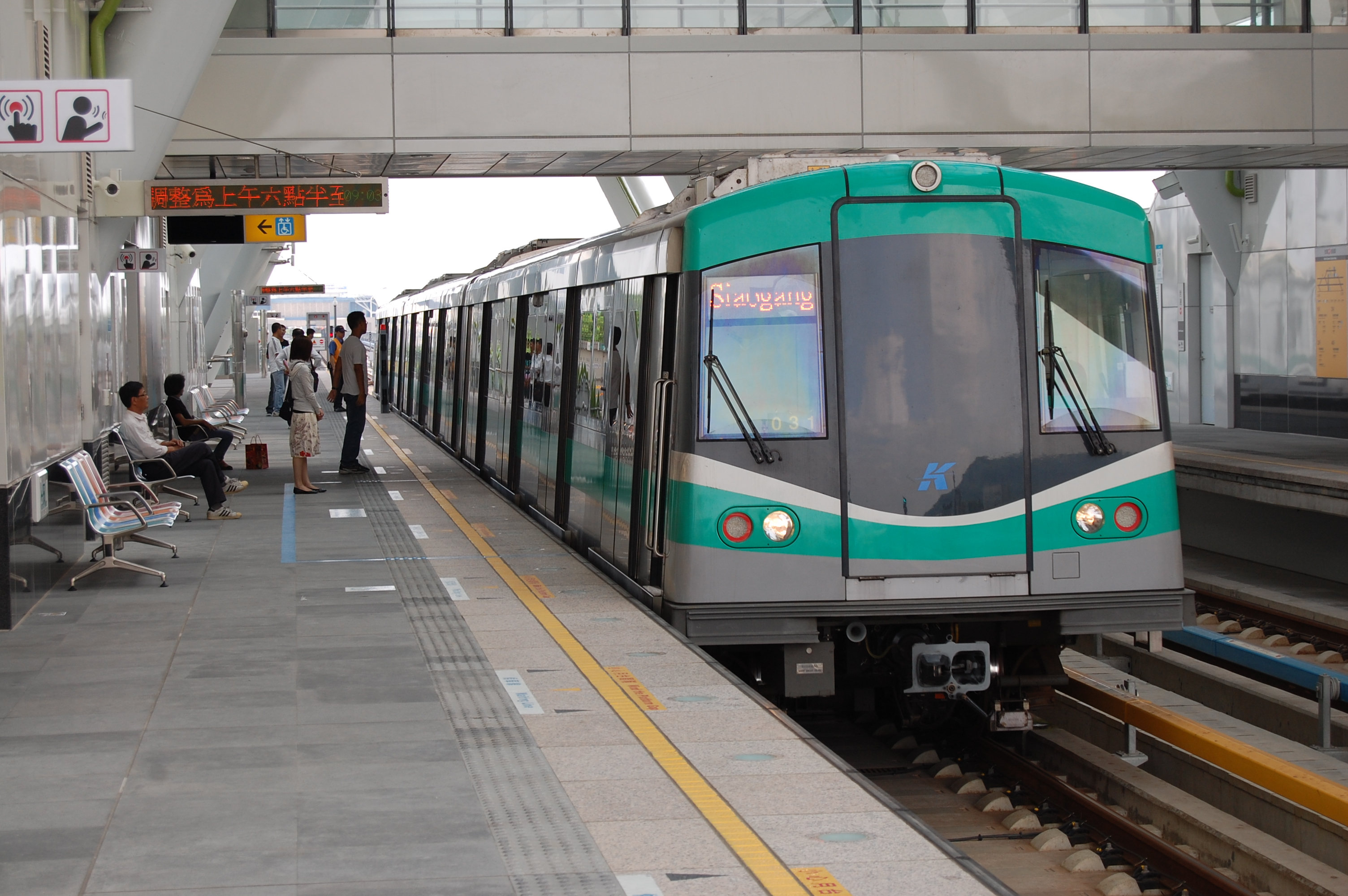
世運站內的高雄捷運高運量列車

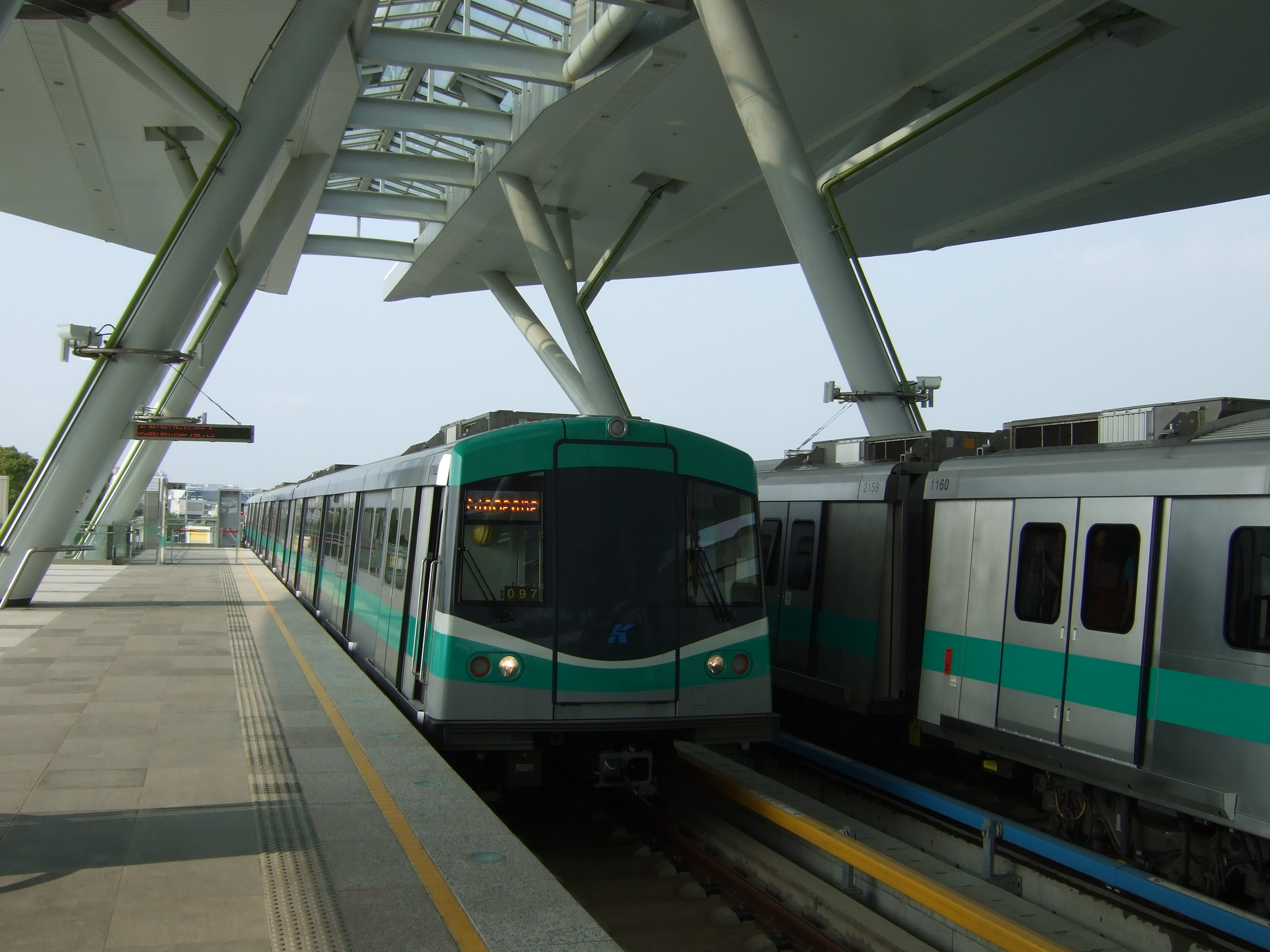
世運站內的高雄捷運高運量列車

高雄捷運高運量列車為動力分散式電聯車，是高雄捷運系統中最早的車輛，採第三軌供電方式推進，全線使用鋼輪鋼軌，駛於1,435公厘之標準軌。高運量電聯車由德國西門子公司的奧地利廠組裝製造。

## 概述
高雄捷運紅線、橘線所使用的車輛為動力分散式的高運量電聯車，採用第三軌供電，並全線使用鋼輪，行駛於1,435公釐之標準軌。
這批車輛是由德國西門子公司位於奧地利的運輸部門於2001年10月取得製造訂單，包括號誌、供電、電聯車及機電顧問等，總造價新台幣170億元。自2005年10月起陸續交車，共計126輛捷運車廂。
電聯車廂每側配有四組對開外滑式車門，營運初期因受高雄車站臨時站月台長度不足為1組3輛編成營運，將來預留2組6輛的擴充性。

## 規格

### 車輛尺寸
- DM-Car車（有動力）長：21.945公尺
- T-Car車（無動力）長：21.560公尺
- 總長（一組3節）：65.450公尺
- 車寬：3.150公尺
- 車高(自轉向架至車頂冷氣機)：3.75公尺
- 編組重量 = 177.6噸[9]
- 營運初期以3節車為營運車輛，可擴充至6節車[1]。由於捷運高雄車站為臨時站體（車站由交通部鐵路改建工程局高雄市區鐵路地下化計畫共構），臨時站月台長66公尺僅可停3節車廂，故紅、橘線列車營運初期只以1組3節之編制營運。未來將視情形決定是否改為2組6節。

### 車輛載客數
- 每節車廂有座位42個，以每平方公尺站立5人計算，3車組共約可搭750人[1]。
- 最大載客量可達1010人(包含駕駛室10名，一端各5名為原則)。

### 列車行駛速率
- 最高設計速率：90公里/小時[1]
- 最高營運速度：80公里/小時[1]
- 最大加速率：1.0公尺/平方秒[1]
- 急衝率不超過：0.8公尺/立方秒+10%[1]
- 正常煞車減速率不大於：1.0公尺/平方秒[1]
- 緊急煞車減速率不小於：1.3公尺/平方秒[1]

### 車輛材質
車體及車門材質皆為不鏽鋼，製造中大量採用機器人焊接，使用壽命規格為30年，可耐海島型潮濕氣候，目標為在長期營運下保持車體美觀。
車內設備
- 每個車廂每側有4個外側滑動車門，車門開啟淨寬可達1.4公尺[3]。
- 車廂間有乘客可行走之連通走道，列車兩端有緊急逃生門設計
- 車門若有異物夾住或無法關閉時，列車控制會使車輛無法開動，確保乘客安全。
- 車廂內部裝潢符合NFPA 130防火標準，可以耐燃45分鐘[1]。
- 每個車廂有兩組冷氣機，冷氣系統為頂置式模組設計，可整組直接吊換維修。
- 車廂內安裝旅客電子資訊顯示器，預先告知乘客下一站與下兩站站名，即早做下車或轉乘準備。

### 控制系統
列車行駛主要由設置於南機廠的行控中心控制。配合行控中心電腦與號誌自動列車控制系統 (ATO) 的保護，電聯車可以進行自動列車駕駛，大幅降低人為不確定因素，增進行車安全。

## 特色
- 車輛的配色為綠白色系[10]。
- 車廂座椅配置為長條型相親座，由佳豐機械設計工業製作[11]，材質為霧面塑膠，與台北捷運的亮面塑膠有所不同。
- 與北捷列車最大不同是高捷列車博愛座沒塗上不同的顏色都是綠色[12]。
- 位於兩側車門中央的立柱，分出3道支柱，可方便站立乘客抓握。
- 手拉環為軟質橡膠，也與台北捷運的硬質塑膠有所不同。
- 於每列第2節車廂之第1及第4車門旁設置輪椅專屬停靠區，除張貼無障礙設施標誌供辨識外，並設置扶手以便握持，當緊急或需協助時，設有緊急通話設備可與司機員通話[13]。

## 編組
| 車廂     | 1               | 2               | 3               |
| 形式     | 1100型 （單號） | 2100型 （單號） | 1100型 （雙號） |
| 形式     | (DM1)           | (T)             | (DM2)           |
| 機器配置 | VVVF            | BT, CP, SIV     | VVVF            |
| 車内設備 |                 | 無障礙設施      |                 |
| 車輛編號 | 1101 : 1183     | 2101 : 2183     | 1102 : 1184     |

範例：
- DM - 駕駛動力車
- T - 中間車
- ：無障礙設施
- - 免費Wi-Fi[14]

附註：2101車B2門上方曾於2018年5月安裝LCD屏，2023年6月拆除。

### 車輛彩繪
- 2018/06/29 - 101/102 高捷少女X初音ミク 痛車彩繪
- 2023/04/01 - 101/102 蜜瑪連線 彩繪